# Lill-Svarttjärnen (Föllinge socken, Jämtland)
Lill-Svarttjärnen är en sjö i Krokoms kommun i Jämtland och ingår i Indalsälvens huvudavrinningsområde. Sjön har en area på 0,0638 kvadratkilometer och ligger 342 meter över havet.

## Delavrinningsområde
Lill-Svarttjärnen ingår i det delavrinningsområde (707311-143644) som SMHI kallar för Utloppet av Svarttjärnen. Medelhöjden är 385 meter över havet och ytan är 12,24 kvadratkilometer. Det finns inga avrinningsområden uppströms utan avrinningsområdet är högsta punkten. Ockerån som avvattnar avrinningsområdet har biflödesordning 3, vilket innebär att vattnet flödar genom totalt 3 vattendrag innan det når havet efter 254 kilometer. Avrinningsområdet består mestadels av skog (60 procent) och sankmarker (37 procent). Avrinningsområdet har 0,33 kvadratkilometer vattenytor vilket ger det en sjöprocent på 2,7 procent.